# Marie-Pierre Baby
Marie-Pierre Baby (9 dicembre 1967) è un'ex biatleta francese.

## Biografia
In Coppa del Mondo ottenne l'unico podio, nonché primo risultato di rilievo, il 21 gennaio 1988 ad Anterselva (3ª).
In carriera prese parte a quattro edizioni dei Mondiali (8ª nella staffetta a Chamonix 1988 e nella staffetta e nella gara a squadre a Feistritz 1989 i migliori risultati).

## Palmarès

### Coppa del Mondo
- 1 podio (individuale[1]):
  - 1 terzo posto